# Lexington (Texas)
Lexington ist eine Kleinstadt im Lee County im US-Bundesstaat Texas. Das U.S. Census Bureau hat bei der Volkszählung 2020 eine Einwohnerzahl von 1.217 ermittelt.
Sie hat eine Fläche von 3,1 km². Die Stadt liegt etwa 80 Kilometer östlich von Austin und etwa 200 Kilometer nordwestlich von Houston.
Die Stadt wurde 1850 nach der Stadt Lexington/Massachusetts benannt und 1917 als Stadt eingetragen.